# Zhong Ren
Zhong Ren (仲壬) de son nom personnel Zi Yong (子庸) fut le troisième roi de la dynastie Shang. Il était le fils de Cheng Tang, succédant ainsi à son frère Wai Bing. Il régna de -1720 à -1691 dans la cité de Bo (亳). Yi Yin (伊尹) resta en poste comme premier ministre.